# NGC 1728
NGC 1728 هي مجرة تتبع كوكبة النهر. اكتشفها إدوارد إيمرسون برنارد في 10 نوفمبر 1885.

## روابط خارجية
- NGC 1728 على موقع ويكي سكاي: DSS2, SDSS, GALEX, IRAS, Hydrogen α, X-Ray, Astrophoto, Sky Map, Articles and images